# Jake Kaufman
Jacob Kaufman (aussi connu sous les pseudonymes de virt ou virtjk), né le 3 avril 1981, est un compositeur américain de musique de jeux vidéo.

## Biographie
Après avoir débuté en faisant des arrangements et des remixes sur des bandes sons de jeux vidéo, il commence en 2000 à faire des bandes originales de jeux avec des partitions sur Game Boy Advance pour Q*bert. Il continue a composer de la musique pour les jeux vidéo ainsi que les remix de jeux. Sa carrière prend forme quelques années plus tard  grâce à un emploi de transition pour se mettre à son compte et devenir un compositeur de jeux vidéo à temps plein à partir de 2015. Depuis il s'est fait un nom dans le métier en composant dans des projets tels que la série des Shantae, Contra 4, Red Faction, DuckTales: Remastered et Shovel Knight. Début 2015, Jake Kaufman et Jessie Seely forment la CSP Industries et commencent un Kickstarter pour [NUREN] The New Renaissance, un projet qu'ils appellent "la première réalité virtuelle rock opéra". Fin 2015, Kaufman compose et écrit des paroles pour POWER Overwhelming, le premier album du super-groupe parodique Big Bad Bosses.
Il vit actuellement dans le New Jersey.

## Œuvres

### Jeux vidéo
| Year | Game                                                         | Role                                         |
| ---- | ------------------------------------------------------------ | -------------------------------------------- |
| 2000 | Q*bert (GBC)                                                 | Compositeur                                  |
| 2000 | Drymouth (GBC)                                               | Compositeur                                  |
| 2000 | M&M's Minis Madness (GBC)                                    | Compositeur                                  |
| 2001 | Tennis Masters Series (PSX)                                  |                                              |
| 2001 | David Beckham Soccer (GBC/GBA)                               | Compositeur                                  |
| 2001 | Who Wants to Be a Millionaire? (GBC)                         |                                              |
| 2001 | Atlantis: The Lost Empire (GBA)                              | Compositeur                                  |
| 2001 | X-Blade Inline Skater (GBA)                                  | Compositeur                                  |
| 2002 | The Scorpion King: Sword of Osiris (GBA)                     | Compositeur                                  |
| 2002 | Karnaaj Rally (GBA)                                          | Compositeur, Bruiteur                        |
| 2002 | Godzilla: Domination (GBA)                                   | Compositeur                                  |
| 2002 | Shantae (GBC)                                                | Compositeur                                  |
| 2002 | Micro Machines (GBA)                                         | Compositeur                                  |
| 2002 | Hardcore Pinball (GBA)[réf. nécessaire]                      |                                              |
| 2002 | Rugrats: I Gotta Go Party (GBA)                              | Compositeur                                  |
| 2005 | Spy Hunter / Super Sprint                                    |                                              |
| 2005 | Juka and the Monophonic Menace                               | Designer Sonore                              |
| 2005 | Legend of Kay (PS2)                                          | Compositeur                                  |
| 2005 | Rebelstar: Tactical Command[réf. nécessaire]                 |                                              |
| 2005 | Berenstain Bears and the Spooky Old Tree                     | Compositeur                                  |
| 2006 | Uno 52                                                       | Ingénieur du Son                             |
| 2006 | Platinum Mahjong (Mobile)                                    | Designer sonore                              |
| 2006 | Scurge: Hive                                                 | Designer sonore                              |
| 2006 | The OC (Mobile)                                              | Designer sonore                              |
| 2006 | Miami Nights: Singles in the City (Mobile)                   | Compositeur, Designer sonore                 |
| 2006 | Lumines Mobile                                               | Designer sonore                              |
| 2006 | Lionel Trains: On Track                                      | Ingénieur du son                             |
| 2006 | Ibiza Beach Party (Mobile)                                   | Compositeur, Designer Sonore                 |
| 2006 | Brain Challenge (Mobile)                                     | Designer sonore en chef                      |
| 2007 | Contra 4 (DS)                                                | Compositeur, Designer sonore                 |
| 2007 | TMNT[réf. nécessaire]                                        | Compositeur                                  |
| 2007 | Cranium Kabookii[réf. nécessaire]                            |                                              |
| 2007 | Uno / Skip-Bo / Uno Freefall                                 | Ingénieur du son                             |
| 2007 | Surf's Up (GBA, DS)                                          | Compositeur                                  |
| 2007 | Petz: Catz 2                                                 | Compositeur, Designer sonoere                |
| 2007 | Elements of Destruction                                      | Compositeur, Ingénieur du son                |
| 2007 | CSI: Dark Motives                                            | Designer sonore                              |
| 2007 | Brothers in Arms DS                                          | Designer Sonore                              |
| 2007 | Balls of Fury (DS)                                           | Ingénieur du son                             |
| 2008 | Imagine: My Secret World (DS)[réf. nécessaire]               |                                              |
| 2008 | Winx Club: Mission Enchantix (DS)[réf. nécessaire]           |                                              |
| 2008 | Pokermillion 2009: The Bluff (Mobile)                        | Compositeur, Designer sonore                 |
| 2008 | Ben 10: All Out Attack! (Mobile)                             | Compositeur, Designer sonore                 |
| 2009 | Red Faction: Guerilla                                        | Compositeur, sound designer                  |
| 2009 | Mighty Flip Champs!                                          | Compositeur, Designer sonore                 |
| 2009 | Virtual Villagers: Erschaffe dein Paradies! (DS)             | Compositeur                                  |
| 2009 | Where the Wild Things Are (DS)                               | Designer sonore                              |
| 2010 | Shantae: Risky's Revenge                                     | Compositeur                                  |
| 2010 | Batman: The Brave and the Bold – The Videogame               | Compositeur, Designer sonore                 |
| 2011 | DoDonPachi DaiFukkatsu,                                      | Compositeur (Black Label Arrange)            |
| 2011 | SpongeBob SquigglePants                                      | Compositeur                                  |
| 2011 | Thor: God of Thunder (DS)                                    | Compositeur                                  |
| 2011 | Mighty Milky Way                                             | Compositeur, Designer sonore                 |
| 2011 | BloodRayne: Betrayal                                         | Compositeur, Designer sonore                 |
| 2011 | Centipede: Infestation                                       | Compositeur                                  |
| 2011 | Mighty Switch Force!                                         | Compositeur                                  |
| 2011 | Otomedius Excellent,                                         |                                              |
| 2011 | Saints Row: The Third                                        | Piste supplémentaire                         |
| 2012 | Retro City Rampage                                           | Compositeur                                  |
| 2012 | Darkstalkers Resurrection                                    | Compositeur                                  |
| 2012 | Double Dragon Neon                                           | Compositeur                                  |
| 2012 | Adventure Time: Hey Ice King! Why'd You Steal Our Garbage?!! | Compositeur                                  |
| 2012 | Silent Hill: Book of Memories                                | Compositeur                                  |
| 2013 | Adventure Time: Explore the Dungeon Because I Don't Know!    | Compositeur                                  |
| 2013 | Mighty Switch Force! 2                                       | Compositeur                                  |
| 2013 | DuckTales: Remastered                                        | Compositeur                                  |
| 2013 | Regular Show: Mordecai and Rigby in 8-Bit Land               | Compositeur                                  |
| 2013 | Ultionus: A Tale of Petty Revenge[réf. nécessaire]           |                                              |
| 2014 | Wonder Momo: Typhoon Booster                                 | Compositeur                                  |
| 2014 | Shovel Knight                                                | Compositeur                                  |
| 2014 | Boot Hill Heroes: Part One                                   |                                              |
| 2014 | Shantae and the Pirate's Curse                               | Compositeur                                  |
| 2014 | Teenage Mutant Ninja Turtles: Danger of the Ooze             | Compositeur                                  |
| 2015 | Adventures of Pip                                            | Compositeur                                  |
| 2015 | Supreme League of Patriots                                   | Compositeur, designer sonore, basse, guitare |
| 2015 | Mighty Switch Force! Hose It Down!                           | Compositeur                                  |
| 2015 | Vanguard V                                                   | Compositeur (thème principal)                |
| 2015 | Legend of Kay Anniversary                                    | Compositeur                                  |
| 2016 | Pulsar Arena                                                 | Compositeur                                  |
| 2016 | Crypt of the Necrodancer                                     | Compositeur (bande originale alternative)    |
| 2016 | Shantae: Half-Genie Hero                                     | Compositeur                                  |
| 2016 | Cat Girl Without Salad: Amuse-Bouche                         | Compositeur                                  |
| 2019 | Bloodstained: Ritual of the Night                            | Compositeur                                  |
| TBA  | [NUREN] The New Renaissance                                  | Compositeur                                  |
| 2022 | Shovel Knight Dig                                            | Compositeur                                  |

### Film
- Press Start (2007)
- Rampage (Korkusuz) (2009)

### Télévision
- OK K.O.! Let's Be Heroes (2017)

### Autres œuvres
- FX (2001) [34]
- FX 2.0 (2002)[35],[36]
- FX3 (2006)[37]
- Kwakfest (compilation album, 2008)[38]
- Kind of Bloop (2009), the track “Freddie Freeloader”[39]
- FX4 (2012)[40]
- FX3 Remastered (2013)[41]
- Balance and Ruin (OC ReMix Final Fantasy VI cover compilation album, 2013)[42]
- Choice Nuggets (compilation album, 2013)[43]
- Power Overwhelming (2015)[44]